# Porcula salvania
Porcula salvania é uma espécie de mamífero da família Suidae. Pode ser encontrada na Índia e Butão. É a única espécie descrita para o gênero Porcula.

## Distribuição geográfica e habitat
Historicamente a espécie foi registrada no norte de Bengala Ocidental e no noroeste de Assam, na Índia, mas acreditava-se que ela ocorria nas pastagens aluviais altas que se estendem ao sul do Himalaia do noroeste de Uttar Pradesh e sul do Nepal até Assam e Butão. A espécie está confinada na área do Parque Nacional de Manas, em Assam.

## Nomenclatura e taxonomia
A espécie foi descrita por Brian Houghton Hodgson em 1847 como Porcula salvania. Estudos posteriores recombinaram a espécie no gênero Sus. Análises moleculares publicadas em 2007 confirmaram a classificação original da espécie em um gênero próprio.